# Michael Gspurning
Michael Gspurning (ur. 2 maja 1981 w Grazu) – austriacki piłkarz grający na pozycji bramkarza. Od 2016 bramkarz broniący barw 1. FC Union Berlin.

## Kariera klubowa
Karierę piłkarską Gspurning rozpoczął w klubie ASK Voitsberg. Następnie przeszedł do Austrii Wiedeń i w sezonie 2000/2001 był w kadrze tego zespołu, jednak był rezerwowym dla Franza Wohlfahrta i Wolfganga Knallera, toteż nie zadebiutował w pierwszym zespole. W 2001 odszedł do drugoligowego DSV Leoben i tam stał się pierwszym bramkarzem. W jego barwach swój debiut zaliczył 15 września 2001 w meczu z Austrią Lustenau (0:1). W Leoben grał przez trzy lata.
Latem 2004 Gspurning przeszedł do pierwszoligowego SV Pasching. 27 października 2004 zadebiutował w pierwszej lidze w wygranym 2:1 wyjazdowym spotkaniu z Austrią Wiedeń. Przegrał jednak rywalizację o miejsce w składzie z Josefem Schicklgruberem i przez trzy lata rozegrał łącznie 7 spotkań w barwach Pasching.
W 2007 Gspurning przeszedł na zasadzie wolnego transferu do greckiej Skody Ksanti, w której miał rywalizować o miejsce w składzie z Chorwatem Ivanem Turiną. W lidze greckiej zadebiutował 25 listopada 2007 w przegranym 0:3 domowym meczu z Iraklisem Saloniki.
W 2012 podpisał kontrakt z amerykańskim Seattle Sounders. W 2014 roku Gspurning opuścił klub i został wolnym agentem. Następnie był zawodnikiem takich klubów jak: PAOK FC, AO Platania Chanion, FC Schalke 04, a w 2016 trafił do 1. FC Union Berlin.
| Sezon   | Klub                | Kraj              | Rozgrywki     | Mecze | Bramki |
| ------- | ------------------- | ----------------- | ------------- | ----- | ------ |
| 2000/01 | Austria Wiedeń      | Austria           | Bundesliga    | 0     | 0      |
| 2001/02 | DSV Leoben          | Austria           | Erste Liga    | 13    | 0      |
| 2002/03 | DSV Leoben          | Austria           | Erste Liga    | 22    | 0      |
| 2003/04 | DSV Leoben          | Austria           | Erste Liga    | 30    | 0      |
| 2004/05 | SV Pasching         | Austria           | Bundesliga    | 5     | 0      |
| 2005/06 | SV Pasching         | Austria           | Bundesliga    | 2     | 0      |
| 2006/07 | SV Pasching         | Austria           | Bundesliga    | 0     | 0      |
| 2007/08 | Skoda Ksanti        | Grecja            | Alpha Ethniki | 14    | 0      |
| 2008/09 | Skoda Ksanti        | Grecja            | Alpha Ethniki | 26    | 0      |
| 2009/10 | Skoda Ksanti        | Grecja            | Alpha Ethniki | 29    | 0      |
| 2010/11 | Skoda Ksanti        | Grecja            | Alpha Ethniki | 20    | 0      |
| 2011/12 | Skoda Ksanti        | Grecja            | Alpha Ethniki | 0     | 0      |
| 2012    | Seattle Sounders FC | Stany Zjednoczone | MLS           | 21    | 0      |
| 2013    | Seattle Sounders FC | Stany Zjednoczone | MLS           | 28    | 0      |
| 2013/14 | PAOK FC             | Grecja            | Alpha Ethniki | 1     | 0      |
| 2014/15 | AO Platania Chanion | Grecja            | Alpha Ethniki | 0     | 0      |
| 2014/15 | Schalke 04 II       | Niemcy            | Regionalliga  | 15    | 0      |
| 2015/16 | FC Schalke 04       | Niemcy            | Bundesliga    | 0     | 0      |
| 2016/17 | 1. FC Union Berlin  | Niemcy            | 2. Bundesliga |       |        |

## Kariera reprezentacyjna
W reprezentacji Austrii Gspurning zadebiutował 19 listopada 2008 roku w przegranym 2:4 towarzyskim spotkaniu z Turcją.